# Rhodococcus marchali
Rhodococcus marchali är en insektsart som först beskrevs av Cockerell 1903.  Rhodococcus marchali ingår i släktet Rhodococcus och familjen skålsköldlöss.
Artens utbredningsområde är Frankrike. Inga underarter finns listade i Catalogue of Life.